# 49-й горный армейский корпус (вермахт)
49-й горный армейский корпус (нем. XXXXIX. Gebirgskorps) — создан в октябре 1940 года.

## Боевой путь корпуса
Сформирован на территории Франции. Готовился к захвату Гибралтара.
В апреле 1941 года корпус участвовал в захвате Югославии.
С 22 июня 1941 — в составе 17-й армии группы армий «Юг» корпус участвовал в войне против СССР.
На основании показаний пленных и захваченных в бою документов было установлено, что против нашего корпуса действуют 4-й армейский корпус, а также части 44-го и 49-го армейских корпусов. Непосредственно перед фронтом нашей дивизии наступали 262, 24, 295, 71 и 296-я пехотные дивизии, усиленные боевой техникой и поддержанные значительной группой авиации. Свои главные усилия противник по-прежнему сосредоточивал на основном операционном направлении Рава-Русская – Львов.
Бои в районе Львова, Винницы и Умани.
В конце 1941 — начале 1942 — бои в районе Харькова-Славянска. Во второй половине 1942 года — на Кубани и Кавказе.
До 9 октября 1943 года после участия в битве за Кавказ в составе 17-й армии корпус отступил в Крым, где занял оборону на севере на Перекопском перешейке. После оборонительных боёв в районе Севастополя и Гераклейского полуострова 14 апреля — 12 мая 1944 года остатки корпуса были эвакуированы в Румынию.
В 1944 году — бои в Карпатах. В феврале 1945 года корпус отступил на территорию Протектората Богемии и Моравии.

## Состав корпуса
|  | В июне 1941: - 1-я горнопехотная дивизия - 4-я горнопехотная дивизия - 100-я лёгкая пехотная дивизия - 257-я пехотная дивизия В сентябре 1941: - 1-я горнопехотная дивизия - 4-я горнопехотная дивизия В январе 1942: - 1-я горнопехотная дивизия - 4-я горнопехотная дивизия - 198-я пехотная дивизия - 3-я дивизия (итальянская) В августе 1942: - 1-я горнопехотная дивизия - 4-я горнопехотная дивизия - 2-я горнопехотная дивизия (румынская) |  | В Крыму (октябрь 1943 — май 1944) - 50-я пехотная дивизия - 336-я пехотная дивизия В сентябре 1944: - 100-я лёгкая пехотная дивизия - 101-я лёгкая пехотная дивизия - 6-я дивизия (венгерская) - 13-я дивизия (венгерская) В марте 1945: - 4-я горнопехотная дивизия - 320-я пехотная дивизия народного ополчения - 78-я штурмовая дивизия (боевая группа) - 16-я дивизия (венгерская, остатки) |

## Командующие корпусом
- с 25 октября 1940 — генерал горных войск Людвиг Кюблер
- с 19 декабря 1941 — генерал горных войск Рудольф Конрад
- с 26 июля 1943 — генерал пехоты Хельге Аулеб
- с 15 августа 1943 — генерал горных войск Рудольф Конрад
- с 10 мая 1944 — генерал артиллерии Вальтер Хартман
- с 5 августа 1944 — генерал горных войск Карл фон Ле Суар